# Dream Island (Russie)
Pour les articles homonymes, voir Dream Island (homonymie).
Dream Island (en russe : Остров Мечты ; Ostrov Mechty ) est un complexe de loisirs composé principalement d'un parc d'attractions situé à Moscou ouvert le 29 février 2020,,,. C'est le plus grand parc à thème couvert d'Europe[réf. à confirmer].
Le parc couvre 30 hectares, 300 000 m2. L'entrée du parc prend l'apparence d'un château de conte de fées. Le complexe comprend un parc paysager (The Main Square) composé de boutiques, restaurants et de fontaines. Le projet prévoit d'ouvrir une salle de concert de 3 500 places, un multiplex de dix-sept salles de cinéma, un hôtel, une école de voile pour enfants. Une grande galerie commerçante amenant au parc s'inspire de l'architecture de villes célèbres, dont Rome, avec un morceau du Colisée, Barcelone avec une réplique d'un bâtiment de Gaudí, Londres et Beverly Hills. Le parc est couvert par le plus grand dôme de verre d'Europe, pour permettre une exploitation pendant l'hiver.
La valeur de l'investissement est de 1,5 milliard de dollars. La construction du parc commence en mars 2016. La construction est interrompue début 2017 pour des raisons financières avant d'être refinancée et redémarrer fin 2017.
Le parc est visité par Vladimir Poutine, en compagnie de Sergey Sobyanin, le maire de Moscou le 27 février 2020.

## Attractions
Le parc à thèmes compte 27 attractions réparties dans neuf zones thématiques dont Hotel Transylvania sous licence de Sony Pictures, Les Schtroumpfs, sous licence de la société belge IMPS, Teenage Mutant Ninja Turtles de Viacom, et Hello Kitty de Sanrio. D'autres zones ont été créées dont Mowgli au pays des dinosaures, le monde de Pinocchio et Papa Carlo, et le château de la Reine des neiges.

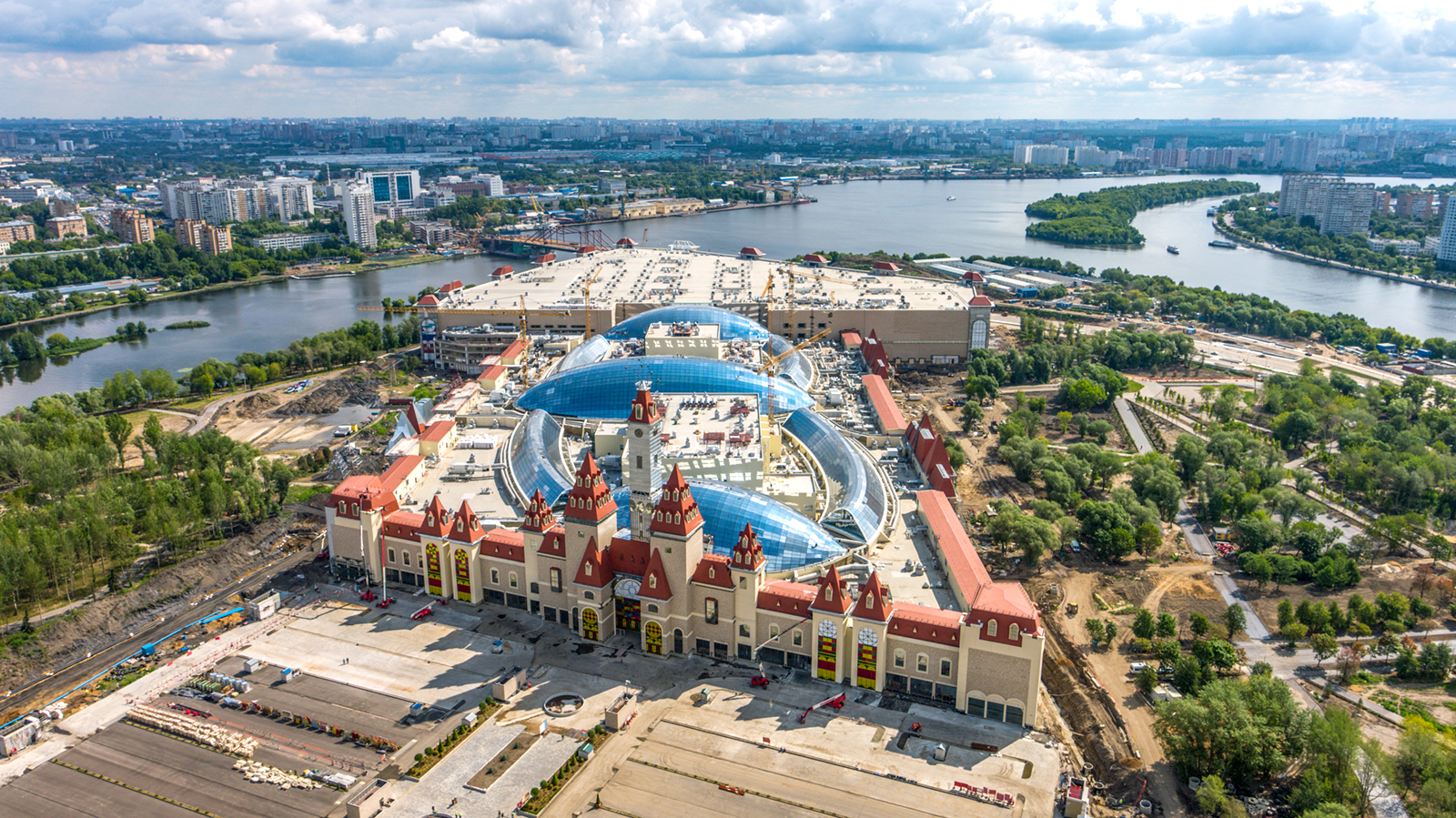
Vue aérienne du bâtiment
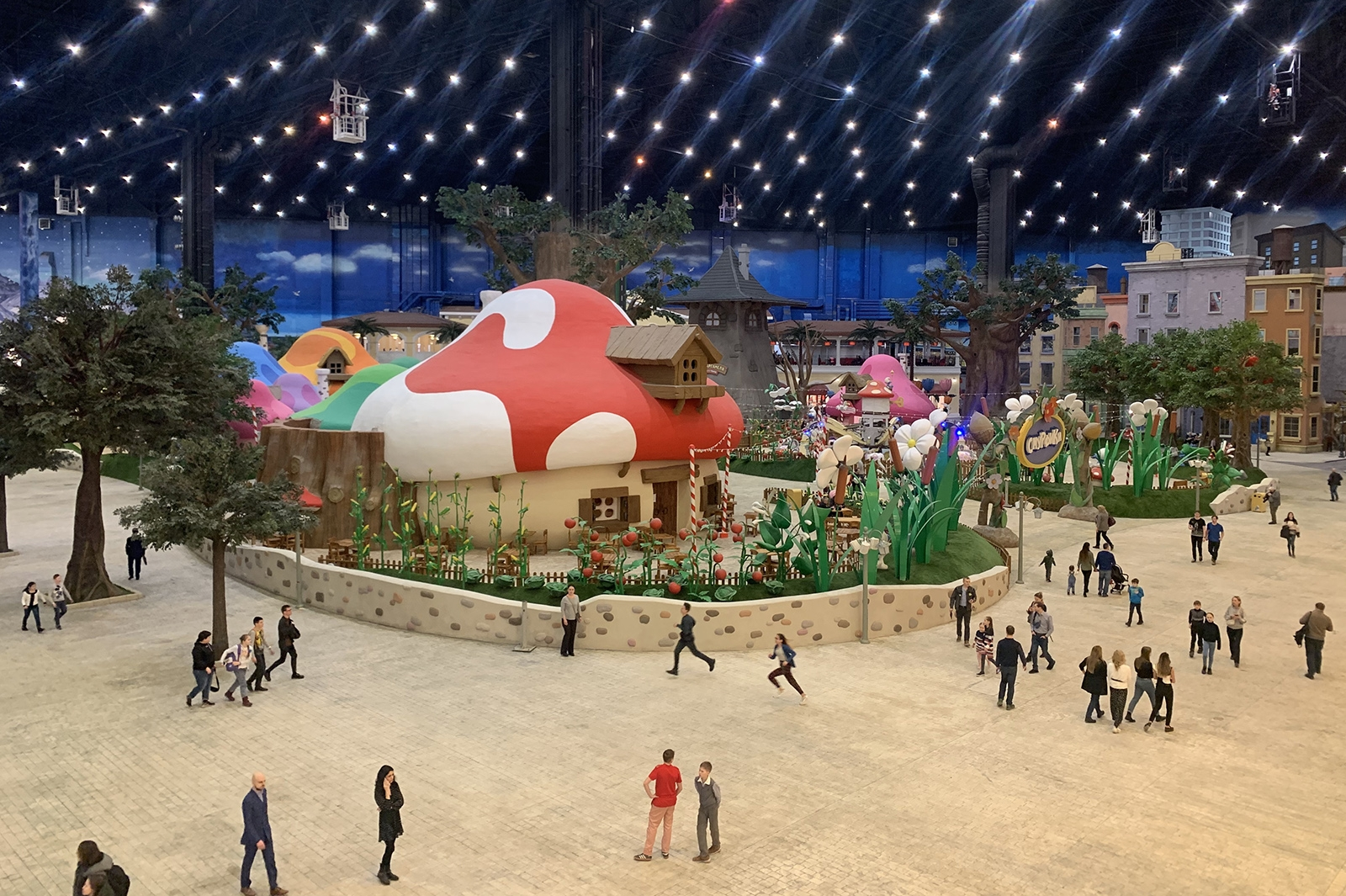
Village des Schtroumpfs
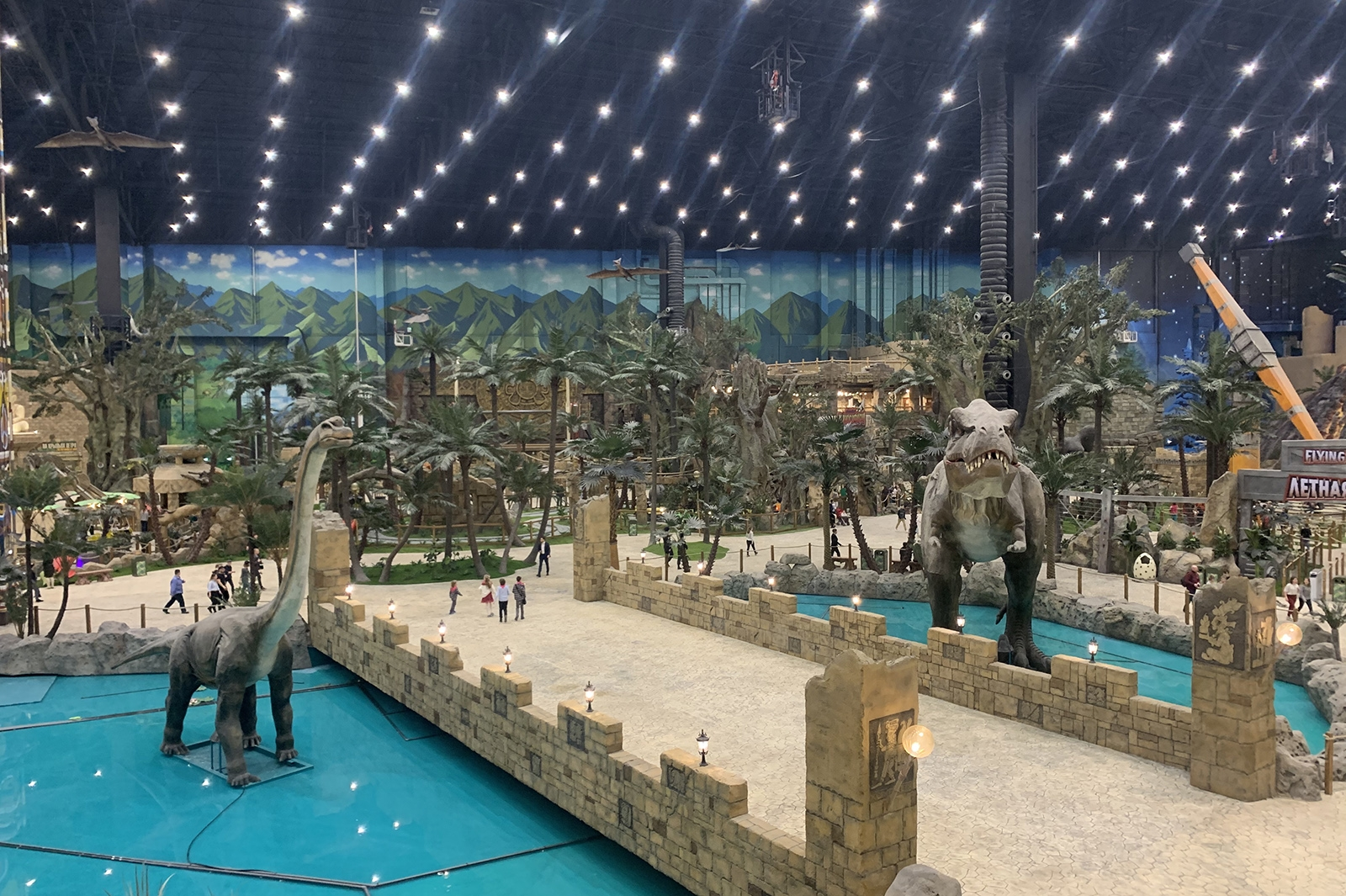
Mowgli in the Land of Dinosaurs
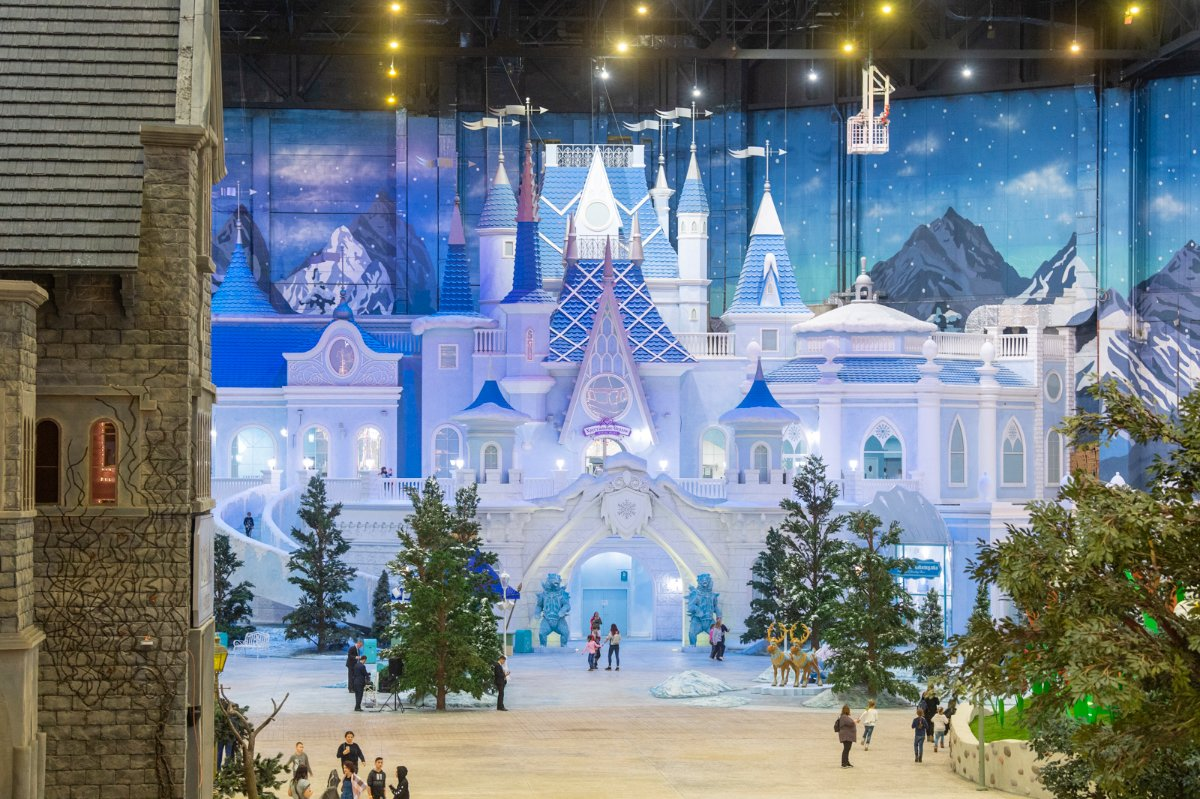
Snow Queen Castle

### Montagnes russes
- Race of the Future : montagnes russes tournoyantes / Wild Mouse de Far Fabbri (2020)
- Tunnel Flight : montagnes russes assises d'Intamin (2020)

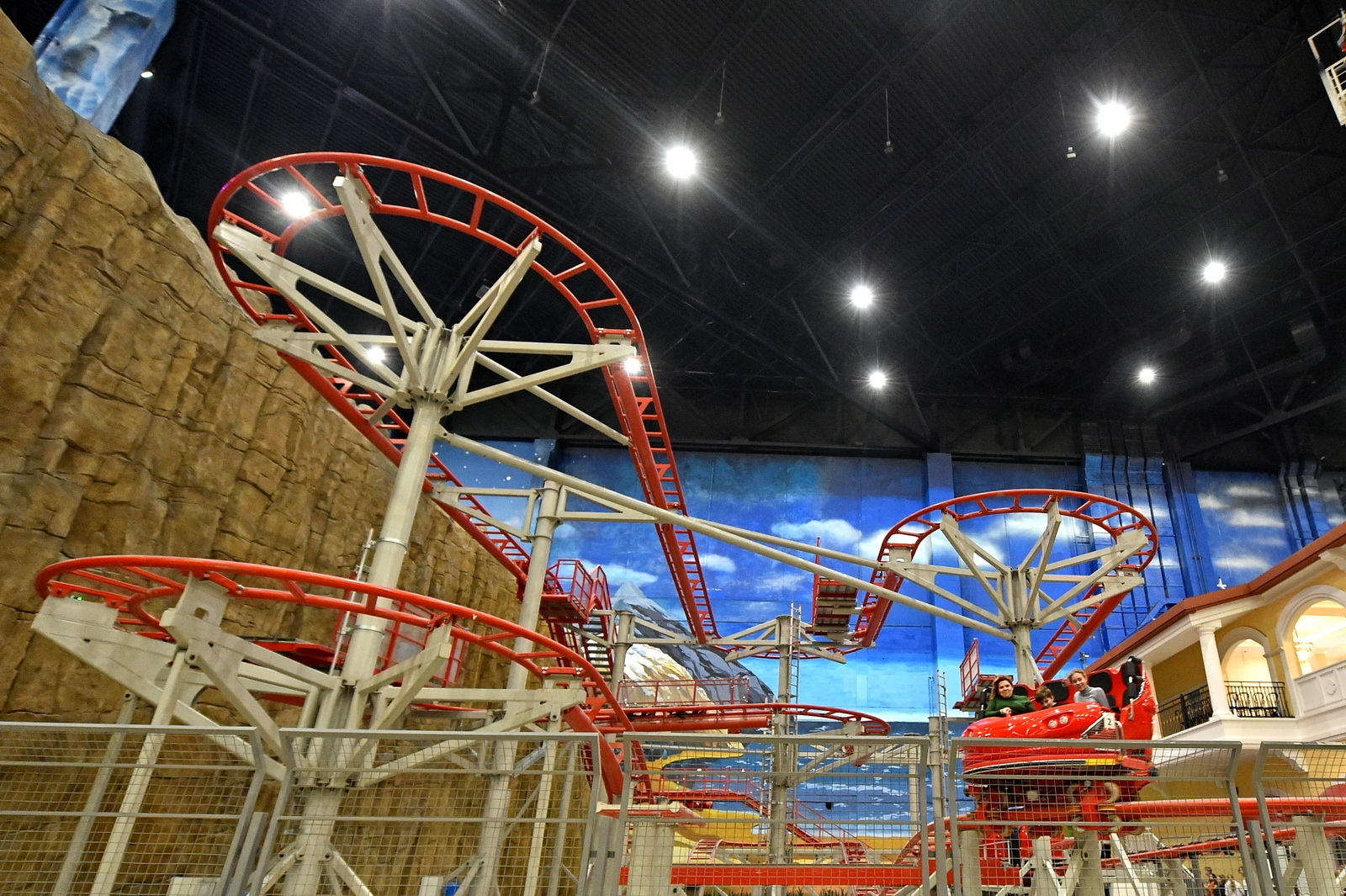
Race of the Future
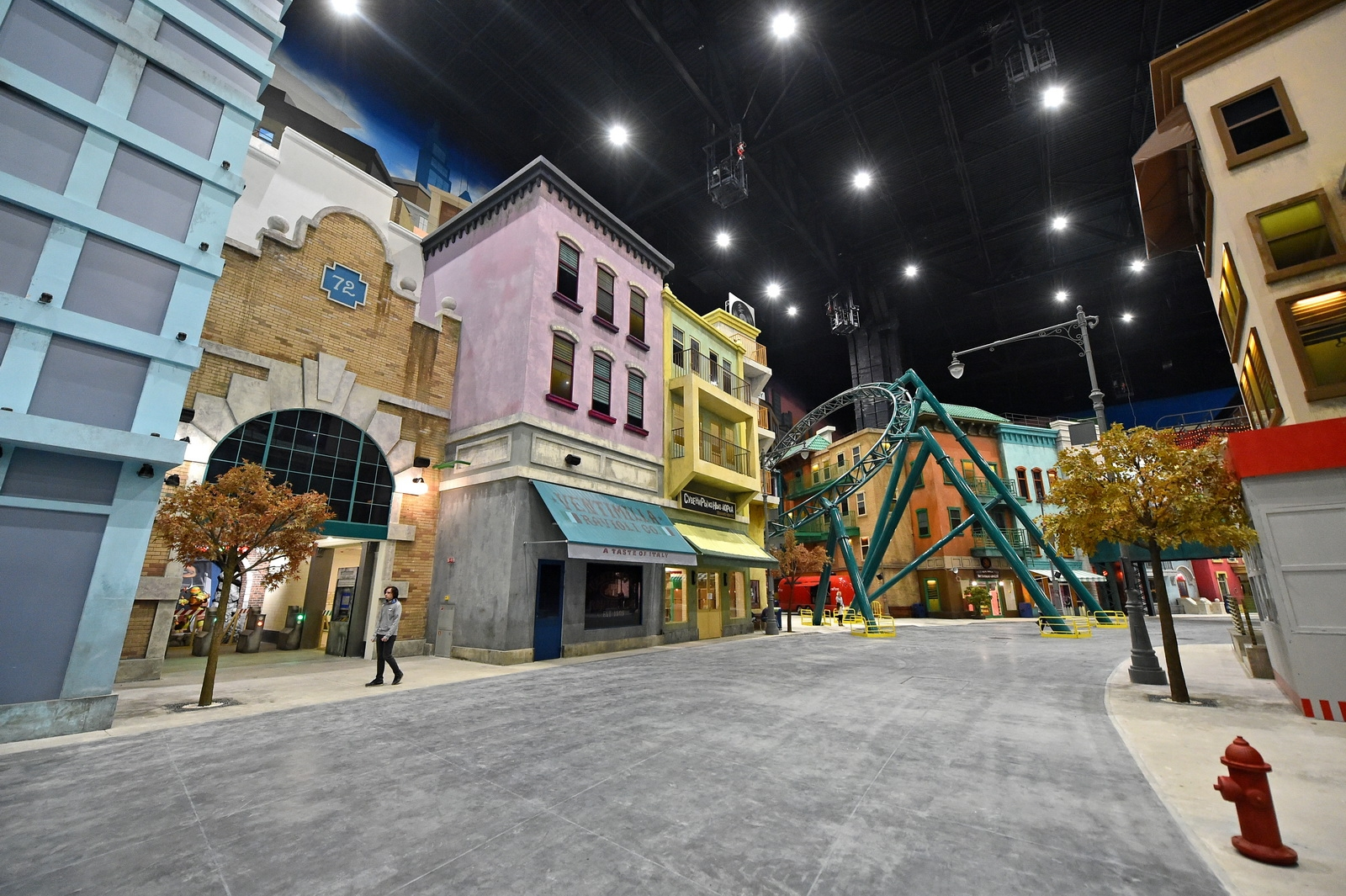
Tunnel Flight

### Autres attractions
- Abandoned House : maison hantée (2020)
- City of Monkeys : WindstarZ de Zamperla (2020)
- Cobra : Disk'O de Zamperla (2020)
- Crazy Master’s Invention de SBF Visa Group
- Creepers : tour de Sun Kid (2020)
- Dinosafari : parcours en jeeps de Zamperla (2020)
- Farmer Smurf's Windmill : grande roue junior de SBF Visa Group (2020)
- Flight with Storks : Magic Bikes de Zamperla (2020)
- Flying School : Sky Fly de Gerstlauer (2020)
- Gargamel's Tower : tour de chute de SBF Visa Group / Lagotronics Projects (nl) (2020)
- Grand Prix of Dreams
- Hammer of Fate : Frisbee de SBF Visa Group (2020)
- Handy's Crazy Invention : carrousel (2020)
- Hotel Transylvania : parcours scénique (2021)[12]
- Ice Carrousel : chaises volantes (2020)
- Krang Prime's Abyss : tour de chute de Far Fabbri (2020)
- Minirace : karting (2020)
- On the wings of the wind : Flying theater
- Pterodactyls : manège avion de Preston & Barbieri (2020)
- Sweet Carousel : tasses (2020)
- Temple of Fire : Top Spin de Huss Rides (2020)
- The Singing Carousel : chaises volantes junior de SBF Visa Group (2020)
- Venetian carousel : carrousel à double étage de SBF Visa Group (2020)

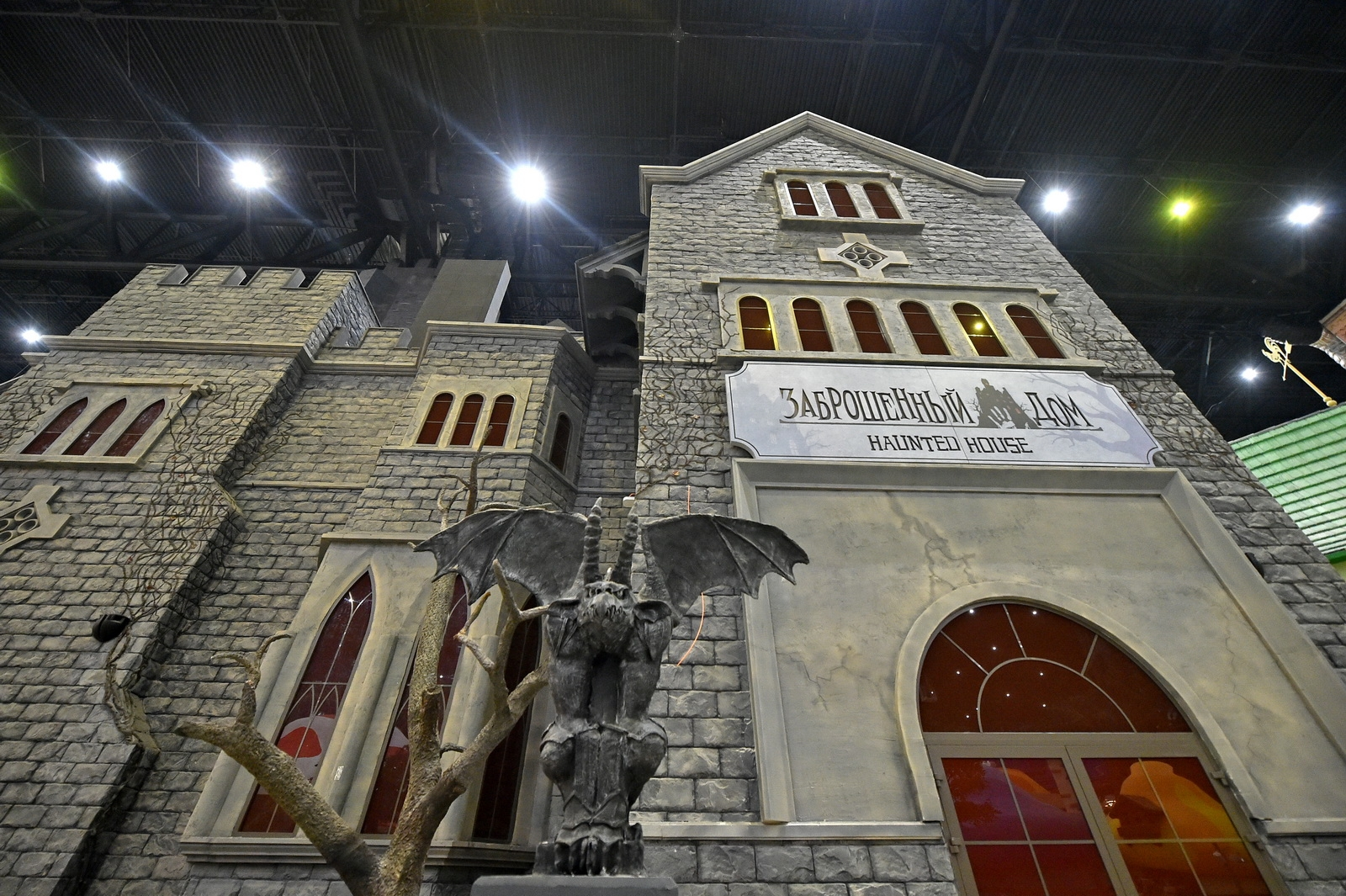
Abandoned House
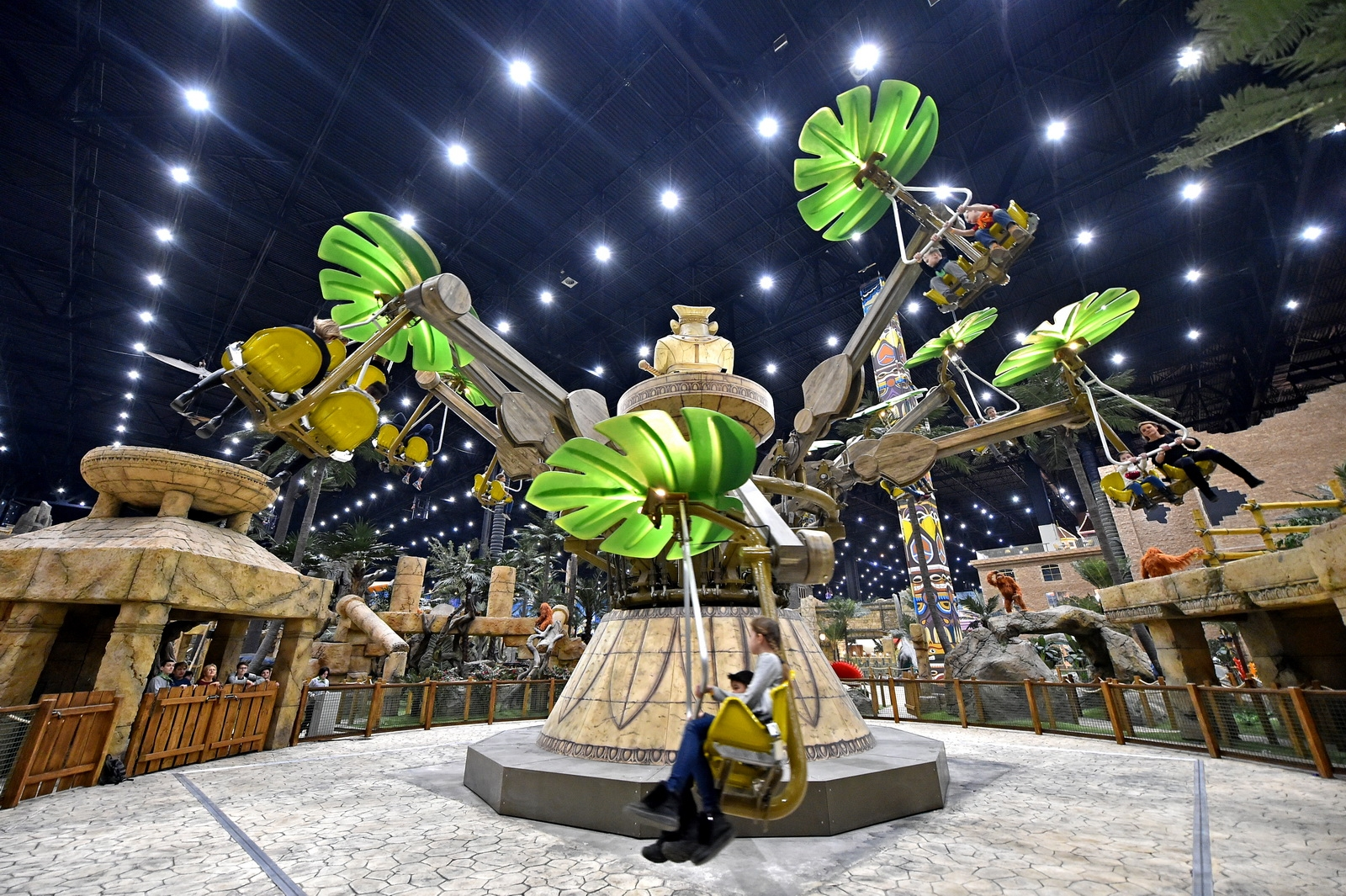
City of Monkeys
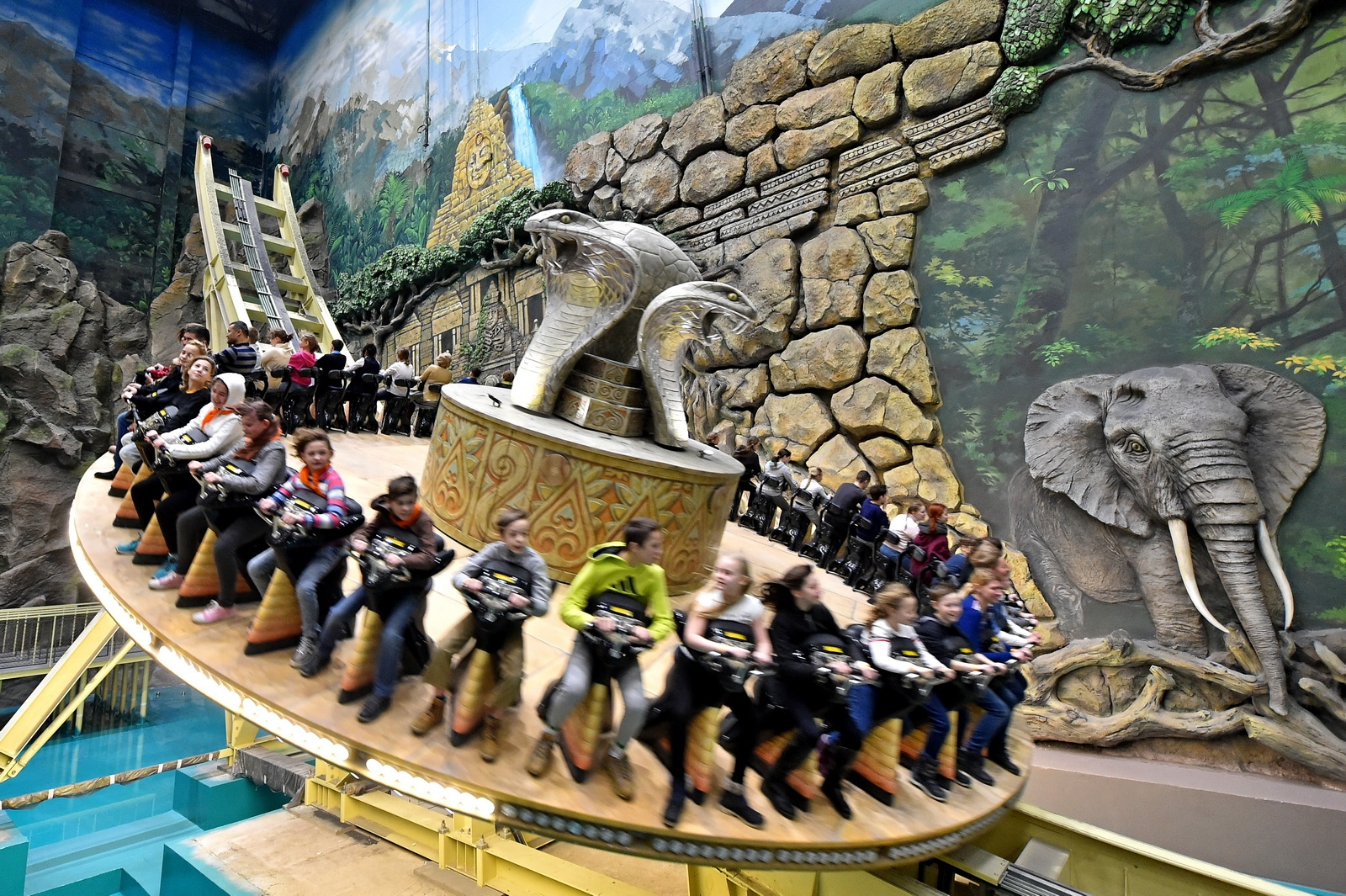
Cobra
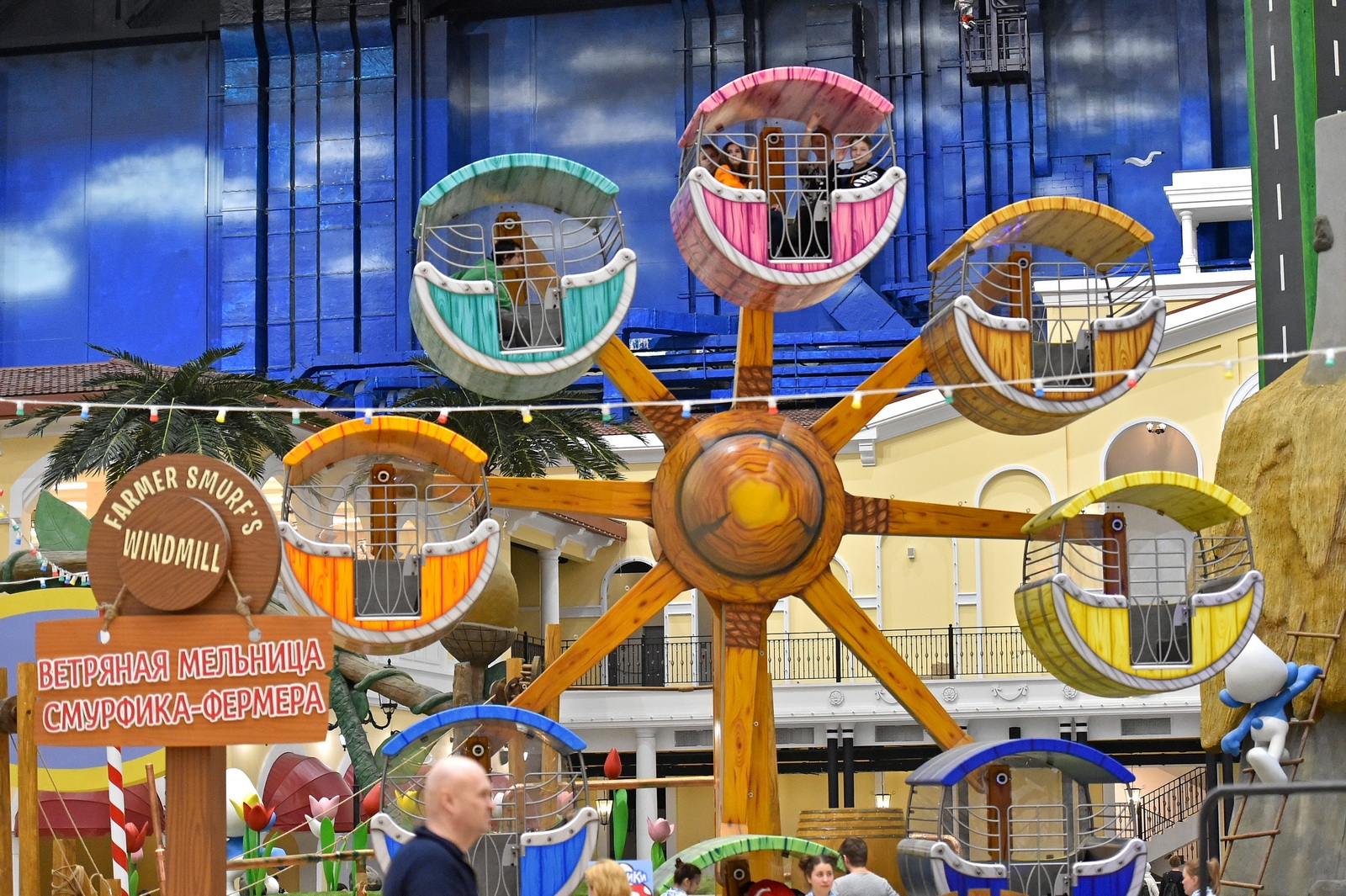
Farmer Smurf's Windmill
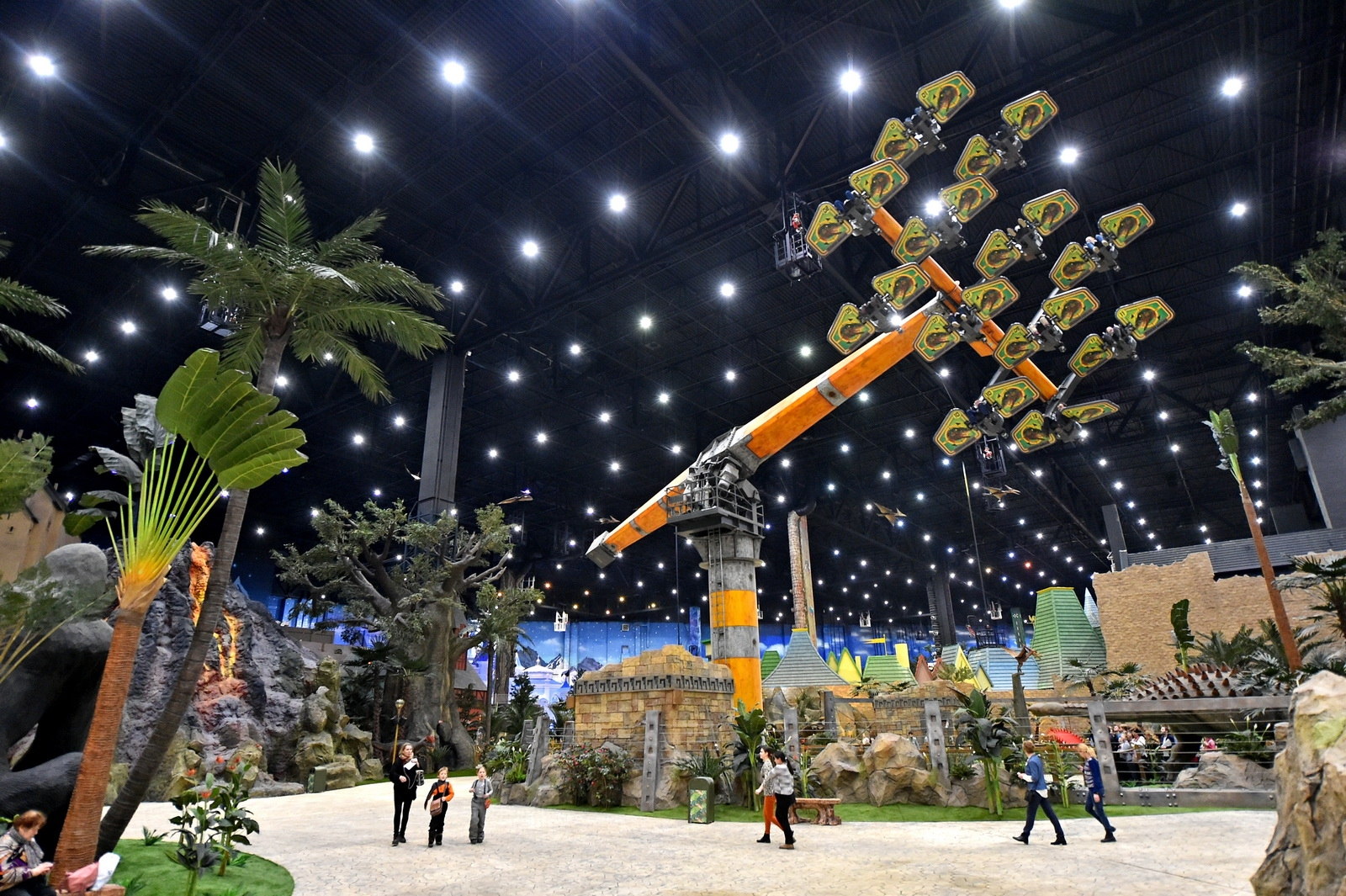
Flying School
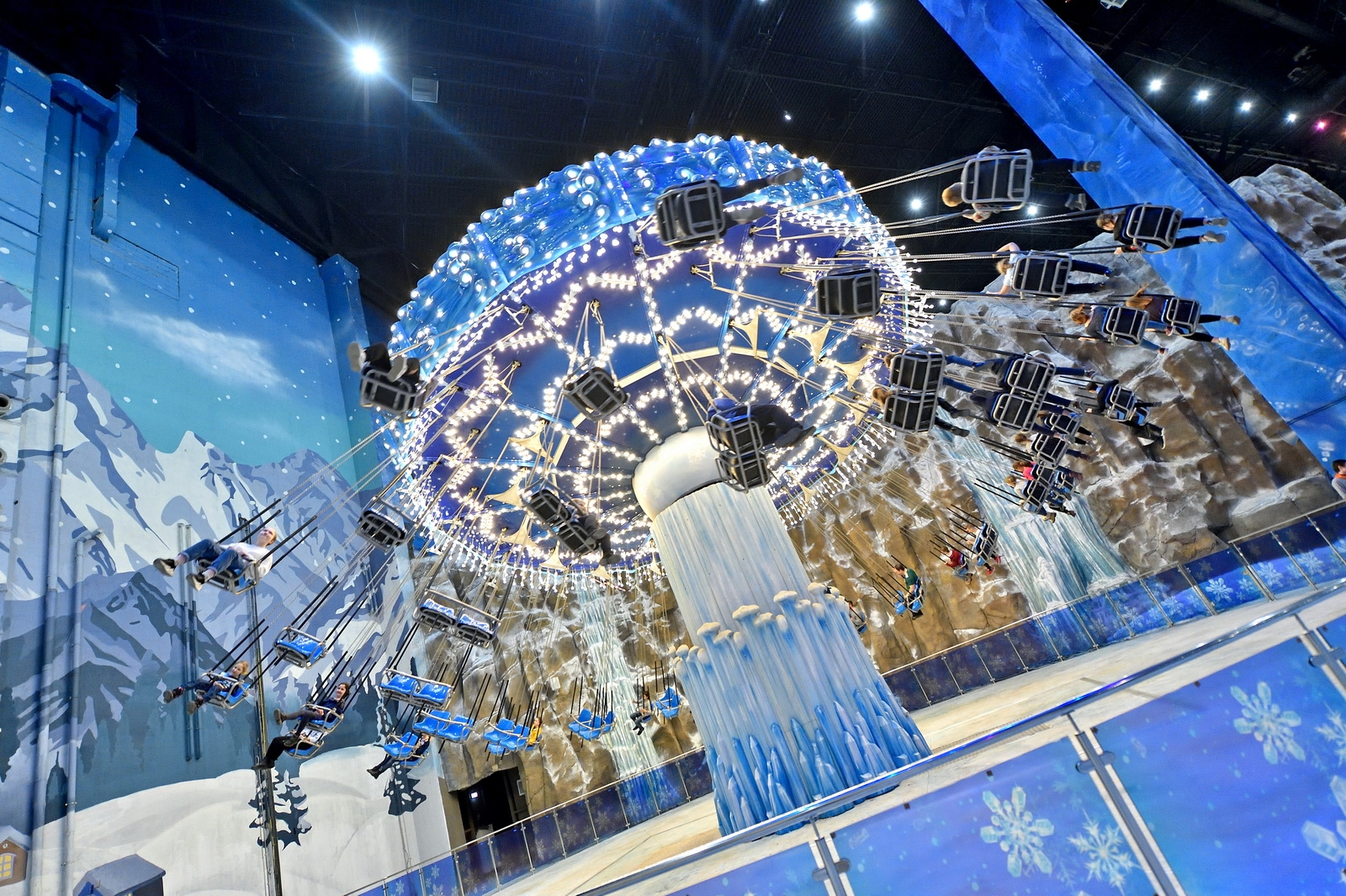
Ice Carrousel
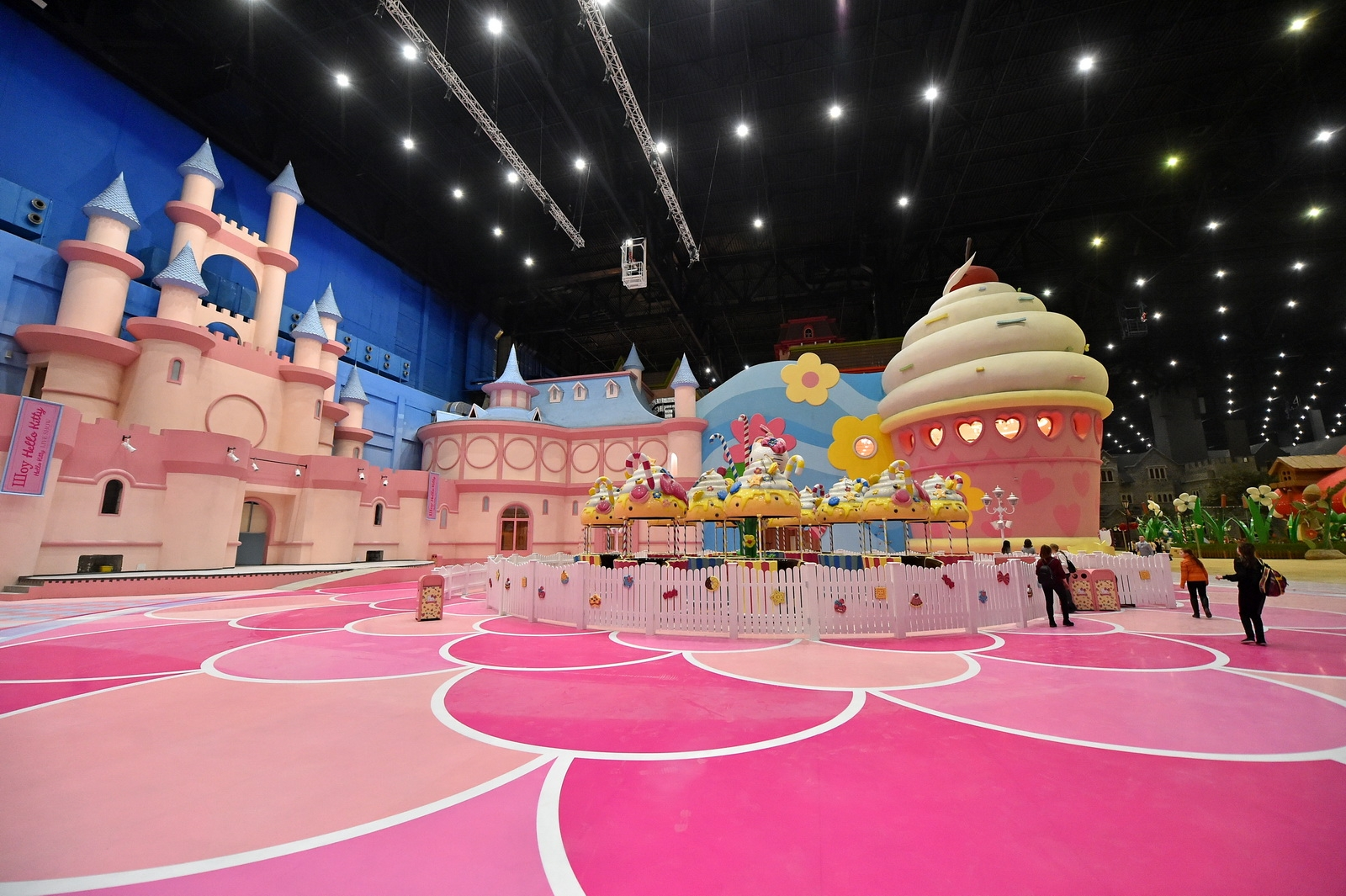
Sweet Carousel